# Pomerol
Pomerol is een gemeente in het Franse departement Gironde (regio Nouvelle-Aquitaine). De plaats maakt deel uit van het arrondissement Libourne. Pomerol telde op 1 januari 2022 608 inwoners.

## Geografie
De oppervlakte van Pomerol bedroeg op 1 januari 2022 6,24 vierkante kilometer; de bevolkingsdichtheid was toen 97,4 inwoners per km².

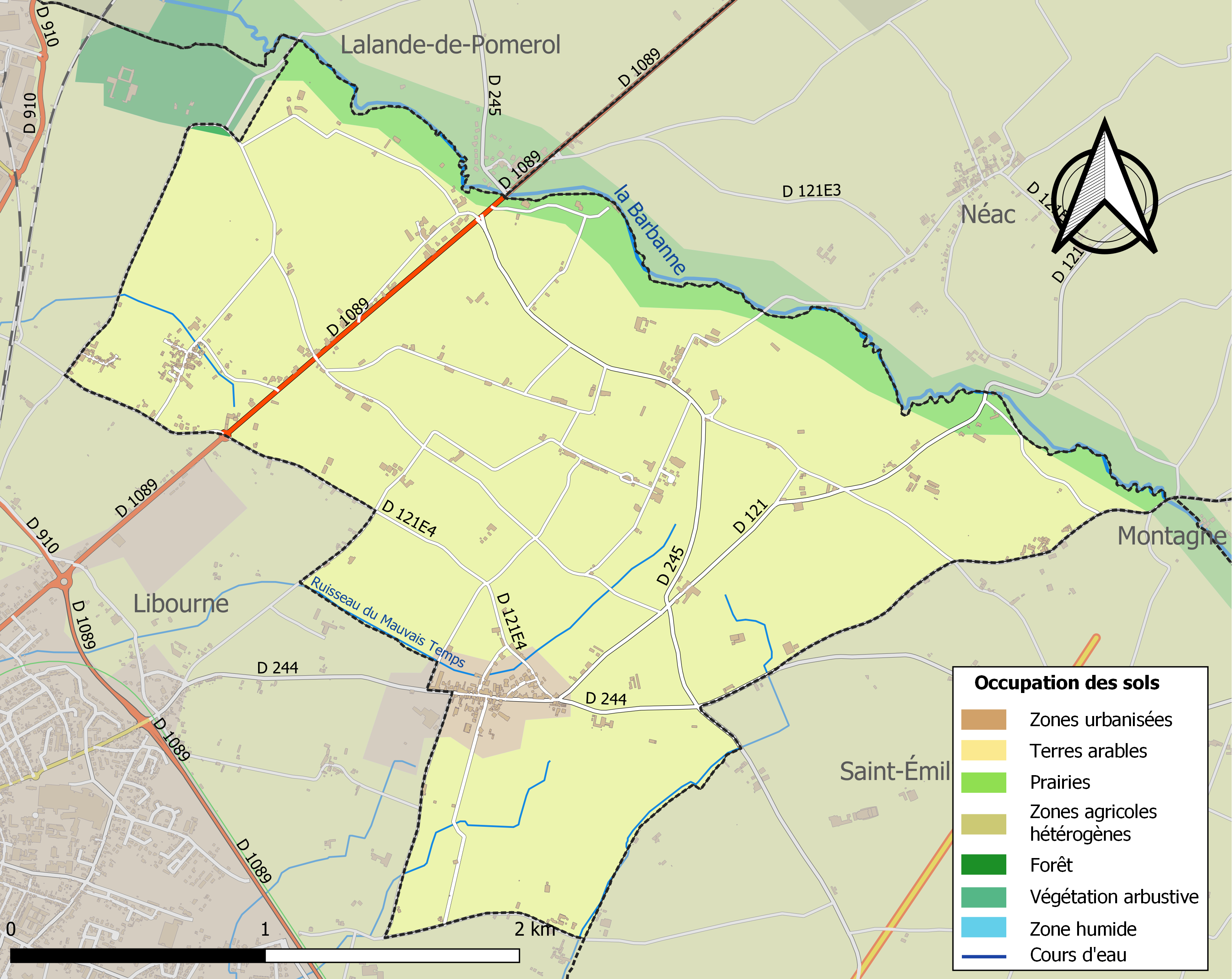
Kaart van de gemeente met belangrijkste infrastructuur, bodemgebruik en omliggende gemeenten

## Demografie
Onderstaande figuur toont het verloop van het inwonertal (bron: INSEE-tellingen).

## Wijn
De vignoble de Pomerol behoren tot de Bordeauxwijnen.
Pomerol is een Appellation d'origine contrôlée voor rode wijnen uit een relatief klein gebied grenzend aan Saint-Émilion op de rechteroever van de Dordogne, bij Libourne.  Pétrus is een van de beste wijnen uit de Pomerol. Hiervan wordt er maar weinig geproduceerd en in mindere jaren is er zelfs geen productie.
De hoofdzakelijk van de Merlot gemaakte wijnen, bezitten een diepe kleur en een intense geur. Naast Merlot wordt ook nog de Cabernet Sauvignon, Cabernet Franc, Malbec en Carménère aangeplant.
Enkele andere wijnen, die op het etiket de naam Pomerol mogen dragen zijn La Conseillante, Gazin, l'Evangile, l'Eglise Clinet, Vieux Château Certan, Beauregard, le Bon Pasteur, Clos du Clocher, Château Bonalgue, le Pin, Château Clos Rene.